# 别克捷米尔·梅利库济耶夫
别克捷米尔·梅利库济耶夫（1996年4月13日—）生于费尔干纳州，是一名乌兹别克斯坦男子拳击运动员。他于2006年开始从事拳击运动，2011年开始参加国际青年级别赛事，2015年开始参加成年级别赛事。他在业余时代曾参加2014年南京青奥和2016年里约奥运，其中2014年青奥会担任国家代表队开幕式旗手，并获得金牌，2016年奥运会获得银牌，并担任国家代表队闭幕式旗手。2019年，他正式成为职业选手，并于同年6月13日完成职业首秀。